# Sowas von super!
Sowas von super! (norwegisch Helt super) ist ein norwegischer Animationsfilm unter der Regie von Rasmus A. Sivertsen aus dem Jahr 2022.

## Handlung
Die elfjährige Gamerin Hedvig ist schuld, dass das Superlöwenkostüm ihres Vaters Superlöwe eingegangen ist und er nicht mehr den Superlöwen spielen kann. Sie hat weder Talent zur Akrobatin noch zur Athletin; das zeigt sich schnell, als ihr Vater ihr beibringen will, in seine Fußstapfen zu treten. Doch als ihr Vater ihren Cousin Adrian als Nachfolger auswählt, nimmt Hedvig das als Herausforderung und setzt alles daran, ihr skeptisches Umfeld von ihren Qualitäten zu überzeugen. In ihrer Großmutter findet Hedvig eine Unterstützerin.

## Produktion

### Filmstab
Regie führte Rasmus A. Sivertsen, das Drehbuch stammt von Kamilla Krogsveen. Die Musik komponierten Stein Johan Grieg Halvorsen und Eyvind Andreas Skeie, für den Filmschnitt war Morten Rørvig verantwortlich.

### Produktion und Förderungen
Produziert wurde der Film von Åshild Ariane Ramborg und Stian Tveiten. Die Produktionsfirma war Qvisten Animation.

### Dreharbeiten und Veröffentlichung
Die norwegische Premiere feierte der Film am 30. September 2022, und zwischen dem 20. und 23. Oktober wurde der Film zweimal auf dem Fredrikstad Animation Festival gezeigt. Für den Verleih in Norwegen ist Nordisk Film Distribusjon zuständig, für den Nahen Osten und Nordafrika Oceana Studios.

## Kontroverse
Der Film sollte am 20. Februar 2023 auf der Berlinale seine internationale Premiere in der Sektion Generation feiern. Doch da einen Tag vor der Galapremiere von der Anti-Racism Taskforce for European Film Vorwürfe des Blackfacing erhoben wurden, entschied sich die Festivalleitung in Absprache mit der Produktionsgesellschaft dafür, die Galapremiere abzusagen. Der Film flog aber nicht vollständig aus dem Programm, sondern die weiteren geplanten Vorführungen wurden mit Hinweis auf die Vorwürfe bzw. Bedenken durchgeführt. Somit feierte der Film am 21. Februar 2023 seine internationale Premiere. Das Norsk filminstitutt reagierte sowohl auf die Vorwürfe als auch auf die Reaktion der Festivalleitung mit Unverständnis. Zudem wurde die Zusammenarbeit mit dem Anti-Racism Taskforce for European Film beendet.

## Auszeichnungen und Nominierungen
- 2023: Internationale Filmfestspiele Berlin
- 2023: Prädikat „besonders wertvoll“ durch die Deutsche Film- und Medienbewertung[6]